# Huatusco (kommun)
Huatusco är en kommun i Mexiko.   Den ligger i delstaten Veracruz, i den sydöstra delen av landet, 240 km öster om huvudstaden Mexico City.
Följande samhällen finns i Huatusco:
- Huatusco de Chicuellar
- Michapa
- Alta Luz
- Adolfo Ruiz Cortines
- Chalchitepec
- Colonia Pastoría Cuatro
- Colonia Francisco I. Madero
- Puentecilla
- San Diego Tetitlán
- Tepetzingo
- Cotecontla
- Carrizal
- La Patrona
- Tenejapa
- Cinco de Mayo
- Rincón Tlazalo
- El Oriente
- Metlapoxteca
- Galera Quemada
- Naranjos
- Novillero
- Auyantla
- La Paz
- San José Chapa
- Rincón Ramírez
- Tepetla
- Fraccionamiento Villa la Vista
- Coxcontla
- Xocotla
- Manzana Dos
- San Isidro